# Janov, Prešov
Janov este o comună slovacă, aflată în districtul Prešov din regiunea Prešov, pe malul râului Svinka⁠(d). Localitatea se află la altitudinea de 294 m deasupra n.m., se întinde pe o suprafață de 4,72 km2 și în 2017 număra 336 de locuitori. Se învecinează cu Radatice și Bzenov.

## Istoric
Localitatea Janov este atestată documentar din 1341.

## Demografie
| An:                | 1994 | 2004    | 2014    | 2024   |
| ------------------ | ---- | ------- | ------- | ------ |
| Număr de persoane: | 248  | 277     | 325     | 309    |
| Diferență:         |      | +11,69% | +17,32% | −4,92% |

| An:                | 2023 | 2024   |
| ------------------ | ---- | ------ |
| Număr de persoane: | 314  | 309    |
| Diferență:         |      | −1,59% |